# 868

## Decese
- decembrie: Al-Jahiz  (n. 775)